# Distrikt Pilcuyo
Der Distrikt Pilcuyo liegt in der Provinz El Collao in der Region Puno im Süden Perus. Der Distrikt wurde am 11. Dezember 1961 gegründet. Er besitzt eine Fläche von 152 km². Beim Zensus 2017 wurden 11.331 Einwohner gezählt. Im Jahr 1993 lag die Einwohnerzahl bei 16.890, im Jahr 2007 bei 14.151. Sitz der Distriktverwaltung ist die 3836 m hoch gelegene  Ortschaft Pilcuyo mit 1200 Einwohnern (Stand 2017). Pilcuyo befindet sich 9,5 km ostsüdöstlich der Provinzhauptstadt Ilave.

## Geographische Lage
Der Distrikt Pilcuyo liegt im äußersten Nordosten der Provinz El Collao. Er liegt am Südwestufer des Titicacasees. Er besitzt einen knapp 25 km langen Uferabschnitt. Die maximale Längsausdehnung in SW-NO-Richtung beträgt 20 km. Der Río Ilave bildet die nordwestliche Grenze des Distrikts. Das Flüsschen Río Zapatilla durchfließt den Distrikt und mündet in den Titicacasee.
Der Distrikt Pilcuyo grenzt im Südosten an die Nachbarprovinz Chucuito, im Süden und im Westen an den Distrikt Ilave.